# Kazimierz Nowik
Kazimierz Nowik (ur. 11 maja 1923 w Chrustowie pow. Wołkowysk, zm. 1 listopada 2013 w Zielonej Górze) – polski artysta fotograf. Członek założyciel oddziału Polskiego Towarzystwa Fotograficznego w Gorzowie Wielkopolskim. Prezes Zarządu i członek honorowy Gorzowskiego Towarzystwa Fotograficznego. Członek Rady Federacji Amatorskich Stowarzyszeń Fotograficznych w Polsce. Prezes Zarządu Lubuskiego Towarzystwa Fotograficznego.

## Życiorys
Kazimierz Nowik od 1946 roku był związany ze środowiskiem fotograficznym Gorzowa Wielkopolskiego. W 1954 roku był współzałożycielem gorzowskiego oddziału Polskiego Towarzystwa Fotograficznego, w którym w latach 1954–1969 pełnił funkcje w Zarządzie PTF. W latach 1969–1973 pełnił funkcję prezesa Zarządu Gorzowskiego Towarzystwa Fotograficznego (był jego współzałożycielem), powstałego na bazie zlikwidowanego oddziału Polskiego Towarzystwa Fotograficznego w Gorzowie Wielkopolskim. W latach 1969–1970 był współzałożycielem Gorzowskiego Towarzystwa Społeczno-Kulturalnego, w którym pełnił funkcję wiceprezesa. Był inicjatorem Gorzowskich Konfrontacji Fotograficznych. W 1972 roku był pomysłodawcą i współzałożycielem Małej Galerii GTF w Gorzowie Wielkopolskim.  
W 1974 roku zamieszkał w Zielonej Górze, w tym samym roku przyznano mu tytuł członka honorowego Gorzowskiego Towarzystwa Fotograficznego. W Zielonej Górze został przyjęty w poczet członków Lubuskiego Towarzystwa Fotograficznego, w którym w latach 1975–1977 pełnił funkcję członka Zarządu LTF oraz w latach 1977–1990 funkcję prezesa Zarządu LTF. 
Kazimierz Nowik jest autorem i współautorem wielu wystaw fotograficznych; indywidualnych, zbiorowych, poplenerowych, pokonkursowych – na których otrzymał wiele medali, nagród, wyróżnień, dyplomów, listów gratulacyjnych. Szczególne miejsce w jego twórczości zajmuje fotografia krajoznawcza oraz fotografia architektury, w dużej części Gorzowa Wielkopolskiego. Za swoją twórczość i działalność na niwie fotografii otrzymał wiele odznaczeń i nagród: m.in. Dyplom Honorowy Federacji Amatorskich Stowarzyszeń Fotograficznych w Polsce (1969), Nagrodę Kulturalną Miasta Gorzowa (1969), Nagrodę Prezydenta Miasta Zielonej Góry (1978), Nagrodę Ministra Kultury i Sztuki (1984) oraz Nagrodę Wojewody Gorzowskiego im. Waldemara Kućki (1993). Kazimierz Nowik napisał wiele tekstów, publikacji, artykułów na temat historii lubuskiej fotografii, po 1945 roku. Jest również autorem książki „Fotografia artystyczna na Ziemi Lubuskiej w latach 1945–1989”, wydanej w 1994 roku w Zielonej Górze. 
Zmarł 1 listopada 2013 w wieku 90 lat, pochowany 6 listopada na cmentarzu komunalnym w Zielonej Górze.

## Odznaczenia
- Medal 10-lecia Polski Ludowej;
- Medal 30-lecia Polski Ludowej;
- Medal 40-lecia Polski Ludowej;
- Srebrna Odznaka Honorowa Federacji Amatorskich Stowarzyszeń Fotograficznych w Polsce;
- Złota Odznaka Honorowa Federacji Amatorskich Stowarzyszeń Fotograficznych w Polsce;
- Srebrny Krzyż Zasługi;
- Złoty Krzyż Zasługi;
- Krzyż Kawalerski Orderu Odrodzenia Polski;
- Odznaka „Zasłużony Działacz Kultury”;
- Medal 150-lecia Fotografii;

Źródło.

## Wybrane nagrody
- I Doroczna wystawa Fotografii – I nagroda (1955);
- V Doroczna Wystawa Fotografii – II nagroda (1959);
- VII Doroczna Wystawa Fotografii – nagroda za zestaw prac o tematyce pejzażowej (1961);
- IX Doroczna Wystawa Fotografii – wyróżnienie za „Pejzaż zimowy” (1963);
- X Doroczna Wystawa Fotografii – III nagroda (1964);
- XXI Doroczna wystawa fotografii – wyróżnienie za zestaw barwnych przeźroczy „Trochę wiosny jesienią” (1976);
- XXX Doroczna Wystawa Fotografii – nagroda za zdjęcia architektury, za zestaw „Stary Gorzów”” (1985);

Źródło.

## Wybrane publikacje (książki)
- „Fotografia artystyczna na Ziemi Lubuskiej w latach 1945–1989”;
- „Pół wieku lubuskiej fotografii 1954–2004”;
- „Wielkopolanie w walce o niepodległość 1918–1920”;
- „Cienie sławy Marszałka” (2002);
- „Nad złotą tęczą” (2009);

Źródło.